# 喬治·德朗
喬治·華盛頓·德朗（George Washington DeLong，1844年8月22日—1881年10月31日），美國海軍軍官及探險家。

## 生平
喬治·德朗於紐約出生，在羅德島纽波特的美國海軍學院接受教育。在1879年得到纽约先驱报的老闆詹姆斯·戈登·贝内特二世的支持，以及美國海軍的贊助下，德朗上尉駕駛珍尼特號在三藩市出發，計劃通過白令海峽尋找往北極的捷徑。
在科學記錄和採集標本的同時，1881年5月，德朗佔領了三個島嶼（德朗群島），使之成為美國領土。
珍尼特號被困在浮冰之中並沈沒。喬治·德朗及他的船員棄船並乘坐三艘救生船前往西伯利亞。在汒汒大海中三艘船失散了，執行長官查理·奇普指揮的船失蹤，德朗的船到達陸地並派兩人尋找救援，由首席工程師指揮喬治·梅爾維爾的第三艘船抵達勒拿河三角洲獲救。
德朗在西伯利亞雅庫特因飢餓而死亡。一年後梅爾維爾找到他的船隻和遺體，是次旅程奪去19人性命，以及一名失蹤的搜救隊員。德朗和五名船員的遺體在布朗克斯活倫墓地安葬。

## 命名

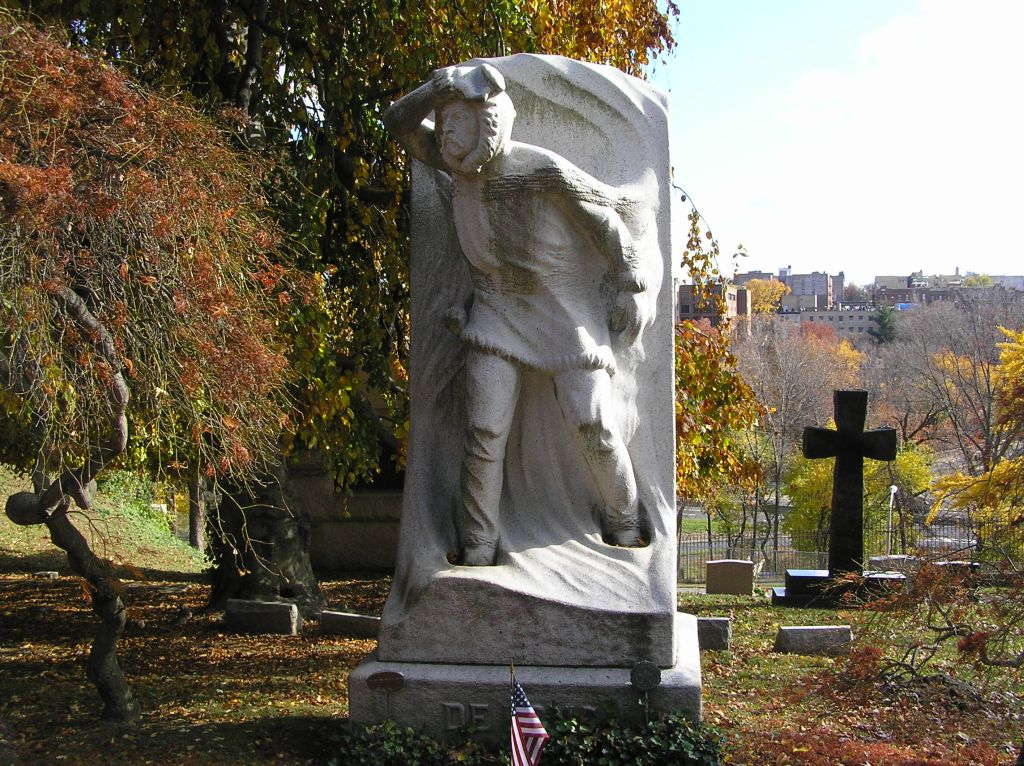
喬治·德朗的墓碑

為了紀念喬治·德朗，共有兩艘美國軍艦以他的名字命名，及以在阿拉斯加西北的德朗山。